# Covelo do Gerês
Covelo do Gerês ist eine Gemeinde (Freguesia) im portugiesischen Kreis Montalegre. In ihr leben 166 Einwohner (Stand 19. April 2021).